# .im
.im (Ilha de Man) é o código TLD (ccTLD) na Internet para a Ilha de Man.